# Пламенно-фотометрический детектор
Пламенно-фотометричекий детектор (ПФД) — один из типов детекторов, используемых в газовой хроматографии, имеющий высокую селективность к соединения серы и фосфора..
Образец, элюируемый из колонки газовой хроматографии, горит в богатом водородом пламени, где некоторые виды восстанавливаются и возбуждаются, испуская фотоны при релаксации. Полосовые фильтры позволяют фотонам, уникальным для серы (394 нм) или фосфора (526 нм), достигать фотоэлектронного умножителя (ФЭУ). Фотоны попадают на светочувствительную поверхность в ФЭУ, которая выбрасывает электроны, вызывая каскад, который затем регистрируется как сигнал. В результате ПФД является как селективным, так и чувствительным, но имеет более ограниченный динамический диапазон и может подвергаться насыщению ФЭУ. ПФД считаются детекторами на основе массы.